# Paraćin
Paraćin (cyr. Параћин) – miasto w Serbii, w okręgu pomorawskim, siedziba gminy Paraćin. W 2011 roku liczyło 25 104 mieszkańców.
W mieście rozwinął się przemysł wełniarski, cementowy oraz szklarski.